# ほこり除去機構
ほこり除去機構（ほこりじょきょきこう）とは、レンズ交換式デジタルカメラの使用の際に、固体撮像素子（イメージセンサー）につく、ほこりやごみなどを除去する機構のことである。

## 概略
デジタル一眼レフカメラをはじめとするレンズ交換式のデジタルカメラにおいては、レンズを交換することによってその撮影の範囲が大きく広がるが、交換の際に自ずと入り込むほこりがウィークポイントとなっていた。電気を帯びたイメージセンサーによってほこりが吸い寄せられ、これによってほこりが取り除きづらい状況になるのである。
これまでのフィルムカメラならば、仮にフィルム表面にほこりが付着したとしてもフィルムを巻き上げることでほこりの影響は付着した1コマだけで済んだが、イメージセンサーは動かすことができないため、ほこりがずっと付着したままになってしまう。
また、一眼レフカメラの構造的な点として、反射ミラーとミラーボックスがある関係上、ミラーボックスの奥にイメージセンサーが配置されるため、反射ミラーを上げた上で、奥まった位置にあるセンサーのほこりを取らなければならない、という欠点が生じていた（なお、同じレンズ交換型でも、レンジファインダー・カメラやミラーレス一眼カメラの場合はミラーを使わないため、構造的に浅い位置にイメージセンサーがあることから、メンテナンスはしやすいほうだといえる）。
ほこりがイメージセンサー上に残ってしまうと、それがそのまま撮影した画像データに記録されてしまい、ほこりが付着している限り全ての撮影画像にその影が写り込んでしまう。こうなった場合にはグラフィックソフトウェア等を使ってほこりの跡を消す必要が出てくるが、大きく固まっているならともかく、小さいものがいくつもある場合にはその処理を施すだけで時間と労力を費やしかねない上、完璧に処理することは不可能に近い。
また、ほこりを除去する場合にもやはり手間がかかり、場合によってはメーカーのサービスセンターに持ち込んでメンテナンスを行ってもらう必要があるが、その際にも作業料金がかかることとなり、サービスセンターが近くにない地域に住んでいるユーザーは遠くのサービスセンターまで行かなければならない。こうした点からデジタルカメラにおいて、レンズ交換式のものは敬遠されてきた。こうした点を解消し、ユーザー・メーカー双方にとって、ほこりに関してできる限りメンテナンスフリーを実現するために開発されたのがほこり除去機構である。

## 仕組み
基本的には2つの要素が組み合わさって構成されている。
1つは、ローパスフィルターやほこり対策専用のフィルターなど、イメージセンサーの前に帯電や付着を防ぐコーティングを施したフィルターを配置、これによってイメージセンサー自体を直接外部に触れないようにするというものである。これにより、イメージセンサー自体につくほこりを防ぐことが可能となる。
もう1つは、カメラ内部の作動機構によって、ほこりを弾き飛ばし取り除くというものである。これには2つの形式がある。
フィルターを超音波振動させる形式
フィルターに取り付けられた超音波振動ユニットを稼動させることによって微細な振動を起こし、その振動によってほこりを弾き飛ばす。オリンパスが「スーパーソニックウェーブフィルター（SSWF）」と名づけたものが代表格で、これを核とした「ダストリダクションシステム」が2003年10月に発売されたE-1にデジタル一眼レフカメラとして初めて搭載された。以後同様のシステムがパナソニックのDMC-L1などフォーサーズシステムのデジタル一眼レフカメラにも採用されている。また、キヤノンの「セルフクリーニングセンサーユニット」、ニコンの「イメージセンサークリーニング機能」、ペンタックスの「ダストリムーバルII（DR II）機構」はローパスフィルターや赤外吸収ガラスを超音波振動させるという、オリンパスと似た形式をとっているため、こちらの分類に入る。
手ぶれ補正機構を応用した形式
手ぶれ補正機構のうち、イメージセンサーを稼動させることで手ぶれを補正する「イメージセンサーシフト式」のシステムを応用し、センサーユニット自体に微細な動作を起こすことで、フィルターについたほこりを弾き飛ばし、取り除くというものである。ソニーのαシリーズに搭載された「アンチダスト機構」、ペンタックスの「ダストリムーバル（DR）機構」があげられる。
こうした作動機構は、電源のオン・オフによって自動的に作動し、ほこりを取り除くことが可能であるとしている。また、任意にこの作動機構を動作・停止させることも可能となっている。

## 注意点
いくらほこりがカメラの自動動作によって取り除けるとしても、カメラ自体をぞんざいに扱えば、ほこりが入るのは当然のことだといえる。たとえばレンズ交換時には、電源を切り、ほこりが入り込まないようにカメラを下向きにして、レンズ交換を手早く行う、などの対策が必要となる。
また、こうしたほこり除去機構でもさすがに万能ではなく、どうしても取り除けない微細なほこりが見つかることもある。こうした場合は撮影後に見つかった場合は画像の補正を行ってほこりの跡を取り除く必要がある。カメラメーカーによっては、ほこりの位置情報データを事前に記録しておき、専用の画像処理ソフトでそのデータを元に自動的に除去・補正するシステムを用意している（ニコンの「イメージダストオフ機能」など）。キヤノンの場合はほこり除去機構とこの画像処理を1つのシステム（「EOSインテグレイテッドクリーニングシステム」）として総合的に対策を行っている。
また、どうしても取り除けないほこりに関してはメーカー純正、またはアクセサリーメーカーから、イメージセンサーのクリーニングキットが発売されている。アマチュアユーザーにも使いやすく加工した製品も出てはいるが、基本的にこうしたクリーニングキットは使い方を誤ればイメージセンサーやフィルターに傷をつけてしまうことになる。腕に自信がないユーザーはサービスセンターに相談し、メンテナンスを施してもらう必要があるだろう。